# ألبرت كينسي
ألبرت كينسي (بالإنجليزية: Albert Kinsey)‏ هو لاعب كرة قدم بريطاني، ولد في 16 سبتمبر 1945 في ليفربول في المملكة المتحدة. لعب مع مانشستر يونايتد ونادي ريكسهام ونادي كرو ألكساندرا وويغان أتلتيك.